# Constantino (filho de Teófilo)
Constantino (Κωνσταντῖνος)  foi o Coimperador Bizantino brevemente durante a década de 830 durante o reinado de seu pai, o imperador Teófilo. Era um membro da Dinastia Amoriana que morreu ainda criança. Pouco se sabe sobre sua curta vida, porém é conhecido que nasceu em algum momento na década de 820 ou na de 830 e foi instaurado como coimperador logo após seu nascimento. Ele morreu em algum momento antes de 836, possivelmente depois de cair dentro de uma cisterna.

## Biografia
Constantino era filho do imperador Teófilo e de sua esposa, a imperatriz Teodora. Moedas cunhadas durante o reinado de Teófilo sugerem que Constantino era seu primeiro filho menino e talvez seu primogênito, porém existe a possibilidade que ele tenha sido um dos primeiros quatro. Tinha cinco irmãs: Tecla, Ana, Anastásia, Pulquéria e Maria. Constantino e sua família pertenciam à Dinastia Amoriana, que governava o Império Bizantino desde a ascensão de Miguel II, seu avô, em 820. Teófilo, de forma incomum, não seguiu a convenção padrão de nomes da época e não nomeou seu filho em homenagem à Miguel; em vez disso, ele escolheu o nome Constantino, que a historiadora Judith Herrin diz que pode ter sido uma homenagem a Constantino I ou ainda pela esperança de que seu filho iria continuar as políticas iconoclastas implementadas pelos imperadores Constantino anteriores.
Miguel morreu em 2 de outubro de 829 e foi sucedido por Teófilo, com Constantino se tornando seu herdeiro e sendo coroado coimperador pouco depois de seu nascimento. Ele apareceu como tal em moedas cunhadas por seu pai, porém referido em moedas de ouro como désposta (não um título formal, mas um honorífico intercambiável com basileu), enquanto em moedas de bronze aparecia sem título algum. Constantino morreu pouco depois, ainda criança. O historiador Philip Grierson diz que a inscrição no caixão de Constantino, "λαρνάκιον" ("Caixãozinho"), é uma evidência para a afirmação que ele morreu jovem.
Pouco se sabe das datas de nascimento, coroação e morte de Constantino. A enciclopédia Prosopographie der mittelbyzantinischen Zeit afirmaram que seu nascimento possivelmente ocorreu na década de 820 e que ele morreu antes de 831. A historiadora Lynda Garland argumenta que Constantino nasceu em 834 e morreu quando tinha dois anos de idade, presumindo-se que ele foi coroado imediatamente depois de nascer. Herrin concorda com esta data de nascimento. Apenas um único imperador é mencionado para o ano de 831 em Sobre as Cerimônias, um livro do século X descrevendo o protocolo de corte e história bizantinos. Constantino também está ausente em moedas cunhadas entre 831 e 832, mas isto também pode significar que foi elevado a coimperador em 833. O historiador Warren Treadgold afirma que ele morreu por volta de 835. Constantino deve ter morrido antes de 836, pois neste ano foi registrado que Teófilo estava sem um herdeiro homem (Miguel, irmão mais novo de Constantino, só nasceria em 840), uma situação que o imperador tentou retificar ao casar sua filha criança Maria com o militar Aleixo Mosele, que antes (possivelmente em 831) tinha sido elevado a césar.
Segundo o Teófanes Continuado, uma coleção de escritos bizantinos provavelmente criados no século X, Constantino morreu ao se afogar em uma cisterna do Palácio de Blaquerna depois de escapar dos cuidados de sua babá. O muito entristecido Teófilo construiu jardins no local da morte do filho, porém a Prosopographie der mittelbyzantinischen Zeit salienta que esta história pode se referir ao filho de outro imperador, não Constantino. Seus pais o enterraram em um sarcófago feito de mármore verde na Igreja dos Santos Apóstolos. Sobre as Cerimônias afirma que o sarcófago de Constantino foi colocado ao lado daquele de sua irmã Maria.